# جين كروس
جين كروس (بالإنجليزية: Gene Cross)‏ هو مدرب كرة سلة أمريكي، ولد في 20 ديسمبر 1971 في شيكاغو في الولايات المتحدة.

## روابط خارجية
- جين كروس على موقع كلية كرة السلة في سبورتس رفرنس.كوم (الإنجليزية)
- جين كروس على موقع كلية كرة السلة في سبورتس رفرنس.كوم (الإنجليزية)